# Calamagrostis mollis
Calamagrostis mollis är en gräsart som beskrevs av Pilg.. Calamagrostis mollis ingår i släktet rör, och familjen gräs.
Artens utbredningsområde är Ecuador. Inga underarter finns listade i Catalogue of Life.